# Mirko Nižić
Mirko Nižić (Dubrovnik, 24. siječnja 1990.), hrvatski vaterpolist.
Igra za VK Jug iz Dubrovnika na poziciji vratara. Od sezone 2008./09. je rezervni vratar prve momčadi Juga i član je hrvatske reprezentacije. Jedan je od najtalentiranijih mladih vaterpolskih vratara u Europi.